# Магніторушійна сила
Магніторушійна сила або МРС — характеристика здатності певної фізичної системи створювати магнітний потік. Магніторушійна сила відіграє для магнітних кіл роль, аналогічну електрорушійній силі для електричних кіл.
Одиницею вимірювання магніторушійної сили в системі SI є ампер-виток, в системі СГС — гільберт.
Магніторушійна сила одного витка зі струмом дорівнює силі струму в цьому витку. Для котушки індуктивності з N витками магніторушійна сила дорівнює
{\displaystyle {\mathfrak {F}}=NI}
Магніторушійна сила вводиться водночас із магнітним опором для того, щоб записати рівняння, що зв'язувало б магніторушійну силу та магнітний потік співвідношенням, аналогічним закону Ома для електричних кіл:
{\displaystyle {\mathfrak {F}}=\Phi {\mathfrak {R}}}.